# Belém do São Francisco
Belém do São Francisco é um município brasileiro do estado de Pernambuco. Ficou nacionalmente conhecida em 2004 por ser a terra da personagem Maria do Carmo, vivida por Susana Vieira na novela Senhora do Destino.

## História
O povoado de Belém do São Francisco surgiu a partir de uma fazenda pertencente a Antônio de Sá Araújo, que, em 1830, estabeleceu-se às margens do Rio São Francisco, em terras do município de Cabrobó. Entre 1839 e 1840, durante uma das chamadas Santas Missões, tendo à frente o padre Francisco Correia, foi lançada a pedra fundamental de uma capela consagrada à Nossa Senhora do Patrocínio.
Em 1902 a povoação foi elevada à categoria de vila. O município de Belém do São Francisco foi criado em 11 de setembro de 1928, desmembrando-se do território de Cabrobó. Em 1919, a cidade foi destruída por uma grande enchente, quando apenas a Igreja de Nossa Senhora do Patrocínio, padroeira da cidade, ficou de pé. O município precisou, então, mudar-se para uma parte mais acima das margens do rio.
O tempo passou este pequeno povoado se expandiu, e hoje transformou em uma pequena cidade. Seu território é dividido administrativamente em 3 distritos: Sede, Ibó e Riacho Pequeno.

## Geografia
Localiza-se a uma latitude 08º45'14" sul e a uma longitude 38º57'57" oeste, estando a uma altitude de 305 metros.

### Limites
| Noroeste: Cabrobó       | Norte: Salgueiro                         | Nordeste: Carnaubeira da Penha |
| Oeste: Abaré (Bahia)    |                                          | Leste: Floresta                |
| Sudoeste: Abaré (Bahia) | Sul: Chorrochó (Bahia) e Rodelas (Bahia) | Sudeste: Itacuruba             |

### Hidrografia
O município encontra-se na bacia do rio São Francisco.

### Clima
O clima do município é o semiárido (Bsh na classificação climática de Köppen-Geiger). Os verões são quentes e é neste período em que praticamente quase toda chuva do ano cai. Os invernos são mornos e secos, com a diminuição de chuvas. As primaveras são muito quentes e secas, com temperaturas altas.
| Dados climatológicos para Belém do São Francisco (1991-2020) | Dados climatológicos para Belém do São Francisco (1991-2020) | Dados climatológicos para Belém do São Francisco (1991-2020) | Dados climatológicos para Belém do São Francisco (1991-2020) | Dados climatológicos para Belém do São Francisco (1991-2020) | Dados climatológicos para Belém do São Francisco (1991-2020) | Dados climatológicos para Belém do São Francisco (1991-2020) | Dados climatológicos para Belém do São Francisco (1991-2020) | Dados climatológicos para Belém do São Francisco (1991-2020) | Dados climatológicos para Belém do São Francisco (1991-2020) | Dados climatológicos para Belém do São Francisco (1991-2020) | Dados climatológicos para Belém do São Francisco (1991-2020) | Dados climatológicos para Belém do São Francisco (1991-2020) | Dados climatológicos para Belém do São Francisco (1991-2020) |
| Mês                                                          | Jan                                                          | Fev                                                          | Mar                                                          | Abr                                                          | Mai                                                          | Jun                                                          | Jul                                                          | Ago                                                          | Set                                                          | Out                                                          | Nov                                                          | Dez                                                          | Ano                                                          |
| ------------------------------------------------------------ | ------------------------------------------------------------ | ------------------------------------------------------------ | ------------------------------------------------------------ | ------------------------------------------------------------ | ------------------------------------------------------------ | ------------------------------------------------------------ | ------------------------------------------------------------ | ------------------------------------------------------------ | ------------------------------------------------------------ | ------------------------------------------------------------ | ------------------------------------------------------------ | ------------------------------------------------------------ | ------------------------------------------------------------ |
| Temperatura máxima média (°C)                                | 34,5                                                         | 34,1                                                         | 34                                                           | 33,1                                                         | 31,2                                                         | 29,9                                                         | 29,3                                                         | 30                                                           | 31,8                                                         | 34,1                                                         | 35,1                                                         | 34,8                                                         | 32,7                                                         |
| Temperatura média compensada (°C)                            | 28,4                                                         | 27,9                                                         | 27,8                                                         | 27,2                                                         | 26                                                           | 24,7                                                         | 24                                                           | 24,4                                                         | 25,8                                                         | 27,6                                                         | 28,6                                                         | 28,5                                                         | 26,7                                                         |
| Temperatura mínima média (°C)                                | 23,1                                                         | 22,9                                                         | 22,9                                                         | 22,8                                                         | 22,3                                                         | 21,4                                                         | 20,7                                                         | 20,5                                                         | 21,1                                                         | 22                                                           | 22,6                                                         | 23,2                                                         | 22,1                                                         |
| Precipitação (mm)                                            | 74,6                                                         | 69,4                                                         | 85                                                           | 38,3                                                         | 26,5                                                         | 10,2                                                         | 10,4                                                         | 3,4                                                          | 1                                                            | 5,7                                                          | 23,4                                                         | 38,5                                                         | 386,4                                                        |
| Dias com precipitação (≥ 1 mm)                               | 3                                                            | 4                                                            | 5                                                            | 3                                                            | 3                                                            | 2                                                            | 2                                                            | 1                                                            | 0                                                            | 1                                                            | 1                                                            | 3                                                            | 28                                                           |
| Fonte: Atlas Climatológico do Estado de Pernambuco           |                                                              |                                                              |                                                              |                                                              |                                                              |                                                              |                                                              |                                                              |                                                              |                                                              |                                                              |                                                              |                                                              |

### Relevo
O município localiza-se na unidade ambiental da depressão sertaneja, com relevo suave a ondulado.

### Solo
Em relação aos solos, nos Patamares Compridos e Baixas Vertentes do relevo suave ondulado ocorrem os Planossolos, mal drenados, fertilidade natural m édia problemas de sais; Topos e Altas Vertentes, os solos Brunos não Cálcicos, rasos e fertilidade natural alta; Topos e Altas Vertentes do relevo ondulado ocorrem os Podzólicos,drenados e fertilidade natural média e as Elevações Residuais com os solos Litólicos, rasos, pedregosos e fertilidade natural média.

### Geologia
O município de Belém do São Francisco é constituída pelos litotipos dos Complexos Gnáissico-migmatítico Sobradinho-Remanso e Riacho Seco, dos Gnaisses Arapuá, Bangê e Bogó, do Complexo Saúde, dos Granitóidessin e Póstectônicos.

## Demografia
Segundo a estimativa 2013 do IBGE, Belém do São Francisco possui uma população de 20 680 habitantes, distribuídos numa área de 1 830,802 km², tendo assim, uma densidade demográfica de 11,06 hab/km².

## Subdivisões

### Distritos
- Sede
- Ibó
- Riacho Pequeno [7]

### Povoados
- São José [7]

## Organização Político-Administrativa
O Município de Belém do São Francisco possui uma estrutura político-administrativa composta pelo Poder Executivo, chefiado por um Prefeito eleito por sufrágio universal, o qual é auxiliado diretamente por secretários municipais nomeados por ele, e pelo Poder Legislativo, institucionalizado pela Câmara Municipal de Belém do São Francisco, órgão colegiado de representação dos munícipes que é composto por vereadores também eleitos por sufrágio universal.

### Atuais autoridades municipais de Belém do São Francisco
- Prefeito: Calby de Carvalho Cruz - REPUBLICANOS (2025/-)[11][12]
- Vice-prefeito: Roberval Aguiar Couto - PP (2025/-)[12]
- Presidente da Câmara: Marcela Nogueira Magalhães - PT (2025/-)[12]

## Economia
Segundo dados sobre o produto interno bruto dos municípios, divulgado pelo IBGE, referente ao ano de 2011, a soma das riquezas produzidos no município é de 112.573 milhões de reais (102° maior do estado). Sendo o setor de serviços o mais mais representativo na economia belemita, somando 78.199 milhões. Já os setores industrial e da agricultura representam 13.875 milhões e 16.613 milhões, respectivamente. O PIB per capita do município é de 5.557,23 mil reais (95° maior do estado).

## Infraestrutura

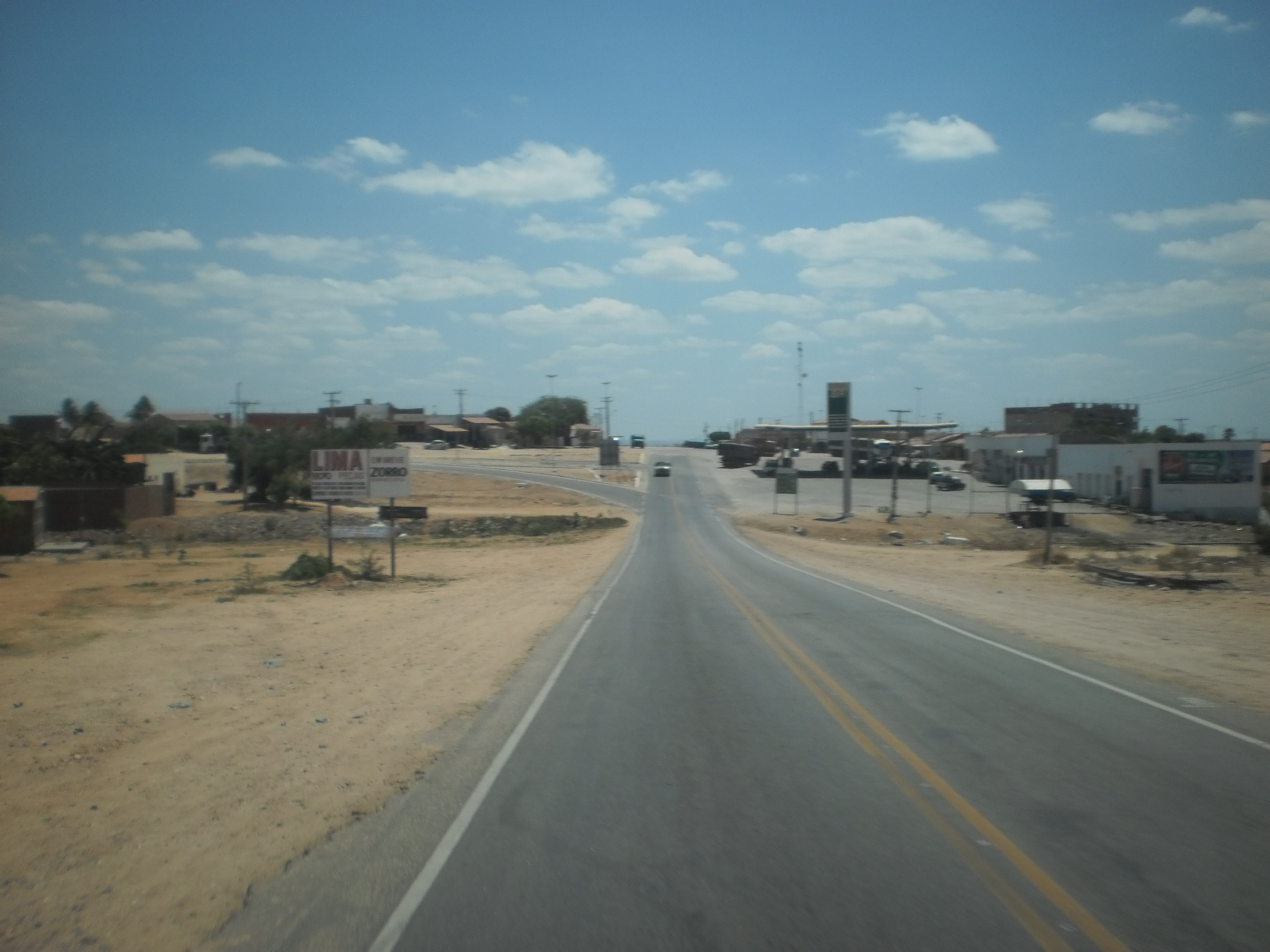
Vista da BR-316 na entrada de Belém do São Francisco.

### Educação
A cidade conta com duas unidades de escolas estaduais com ensino integral, seis públicas e uma privada. São elas (as públicas):
- Escola de Referência em Ensino Médio Tercina Roriz
- Escola Celestino Nunes
- Escola Dr. Alipio Lustosa
- Escola de Referência em ensino médio Maria Emilia Cantarelli
- Escola Municipal Professora Carolina Augusta de Sá
- Escola Monsenhor João Pires
- Escola Estadual Honório Bernardes da Silva [14]

O Município conta com duas faculdades a CESVASF- Centro de Ensino Superior do Vale do São Francisco que atualmente dispõe dos cursos de Licenciaturas (Letras habilitação em Inglês e Espanhol,Física, História, Geografia, matemática, Ciências Biológicas e Educação do Campo e Pedagogia. fundada pelo prof. Dr. Alípio Lustosa de Carvalho em 1971, e a  FACESF - Faculdade de Ciências Humanas e Exatas do Sertão do São Francisco. Atualmente a FACESF dispõe do curso de Bacharelado em Direito autorizado pela Portaria Ministerial nº 652, de 9 de julho de 2007, publicada no Diário Oficial da União em 10 de julho de 2007. São ofertadas 200 (duzentas) vagas anuais. Dispõe também do curso de Psicologia autorizado pela Portaria nº 583, de 17 de agosto de 2015 

### Saúde
A cidade conta com nove estabelecimentos de saúde, sendo oito deles públicos e um privado.

### Transportes
O município possui uma pista de pouso e está localizada a pouco mais de 160 km do aeroporto de Paulo Afonso, no estado da Bahia. É cortado pela BR-316 e PE-460.

## Cultura
A Festa de Santa Cruz é tradicional na cidade desde o século XX, e até os dias atuais, durante a quaresma, centenas de penitentes vestem-se de preto e capuz, fazendo um ritual secular de reza e cantorias nas cruzes das estradas, nos cemitérios e nas capelas do campo. No período de Carnaval, Belém do São Francisco faz o desfile de seus bonecos gigantes(primeiros do Brasil, criados por Gumercindo Pires. O primeiro boneco foi às ruas da pequena cidade durante o carnaval de 1919 com o surgimento do personagem Zé Pereira, confeccionado em corpo de madeira e cabeça em papel machê, somente no ano de 1929 resolveram criar sua companheira, boneca esta batizada com o nome de Vitalina.).